# ゴーダミング・タウンFC
ゴーダルミング・タウン・フットボールクラブ（Godalming Town Football Club）はイングランド、サリー、ウェイヴァリー内、ゴーダルミングを本拠地とするサッカークラブチームである。2008-2009シーズンはイスミアンリーグ・ディヴィジョン1・サウス（8部相当）に所属。

## 名称変更
- 1950-1970 ゴーダルミング・ユナイテッドFC
- 1970-1980 ゴーダルミング＆ファーンコムFC
- 1980-1992 ゴーダルミング・タウンFC
- 1992-2005 ゴーダルミング＆ギルフォードFC
- 2005-現在 ゴーダルミング・タウンFC

## タイトル

### 国内タイトル
ゴーダルミング・タウン
- コンバインド・カウンティーズリーグ:2回

1983-1984,2005-2006

### 国際タイトル
- なし